# Corazón en llamas
Corazón en llamas es el sexto álbum del músico argentino JAF, editado en 1995 por RCA/BMG.

## Detalles
El disco consta de siete temas compuestos, letra y música, por JAF, más cuatro versiones.
Fue registrado en diversos estudios de Buenos Aires y Nueva York a partir de julio de 1995, e incluyó invitados como los Yaría Brothers o Fernando Suárez Paz, entre otros.
La tapa del álbum muestra una foto del artista conduciendo una camioneta antigua y con el agregado de su nombre y el título del álbum.

## Lista de canciones
Todas las canciones compuestas por JAF salvo las indicadas.

| N.º | Título                                          | Duración |  |
| 1.  | «La sombra»                                     | 4:47     |  |
| 2.  | «Deja que hable tu corazón»                     | 4:35     |  |
| 3.  | «La casa del sol naciente (anónimo)»            | 4:15     |  |
| 4.  | «El fantasma de mi alma»                        | 4:11     |  |
| 5.  | «Corazón en llamas»                             | 4:35     |  |
| 6.  | «Nuestros años felices (Marvin Hamlisch)»       | 2:56     |  |
| 7.  | «Quédate conmigo (Janis Joplin)»                | 4:54     |  |
| 8.  | «Vieja Fleetline 47»                            | 4:10     |  |
| 9.  | «Dímelo»                                        | 4:00     |  |
| 10. | «Eres tan hermosa (Billy Preston/Bruce Fisher)» | 3:10     |  |
| 11. | «Blues esclavo»                                 | 3:43     |  |

## Créditos
- JAF: guitarras, voz líder
- Juan "pollo " Raffo: arreglos y teclados
- Omar Piñeyro: teclados y arreglos en el tema “La sombra”
- Kip Reed: batería
- Pablo Rodríguez: bajo
- Barbara Baiz y Magali Bachor: coros
- Daniel Allevato (el Gallo Negro): Voz en “Blues esclavo”
- Luis Yaría: guitarra slide y armónica en “Blues esclavo”
- Bronces: Pablo Rodríguez
- Cuerdas: Fernando Suárez Paz